# Brandenburger Klostersommer

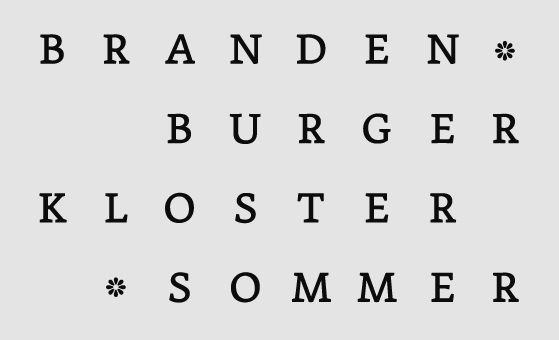

Der Brandenburger Klostersommer ist ein Theaterfestival. Er findet alljährlich in den Monaten Juni und Juli in Brandenburg an der Havel statt.

## Anfänge
Der Brandenburger Klostersommer wurde im Jahre 2001 durch den gemeinnützigen Verein event-theater mit Sitz in Brandenburg an der Havel ins Leben gerufen. Mit der Aufführung der Komödie Don Juan von Molière etablierte sich das Format innerhalb der Kulturlandschaft Brandenburgs mit überregionaler Beachtung. Die Akzeptanz des Festivals ließ dieses rasch expandieren und sein Repertoire bis in den Winter hinein ausdehnen. Da die späte Spielzeit mit dem Namen „Brandenburger Klostersommer“ nicht mehr in sinnvolle Übereinstimmung zu bringen war, wurde im Jahre 2012 das Format Brandenburger Weihnachtsbühne geschaffen.

## Spielorte
Der Brandenburger Klostersommer findet hauptsächlich im St. Paulikloster statt. Darüber hinaus wurden auch weitere Orte innerhalb der Stadt Brandenburg an der Havel bespielt, so der Dom zu Brandenburg, die St. Gotthardtkirche, Schloss Plaue, die ehemalige Kammgarnspinnerei und das Heinrich-Heine-Ufer an der Havel.

## Repertoire
Das Theaterfestival umfasst Eigenproduktionen der Sparten Schauspiel und Musik, Gastspiele freier Theater und Potpourris aus dem Bereich von Oper und Operette. Das internationale Debüt des Brandenburger Klostersommers erfolgte 2004 durch das Gastspiel Nabucco der schlesischen Staatsoper Beuthen. Einige Produktionen des Brandenburger Klostersommers gastierten im europäischen Ausland. Nachdem die Schau-Oper Undine nach Friedrich de la Motte Fouqué in Kooperation mit dem Stadttheater Posen in Brandenburg an der Havel uraufgeführt wurde, gab es im Jahre 2007 ein Gastspiel innerhalb des E.-T.-A.-Hoffmann-Festivals in Polen.
2011 fanden mehrere Galaauftritte zu den deutsch-italienischen Kulturtagen auf der Insel Ischia unter der Schirmherrschaft des deutschen Generalkonsulats Neapel statt. Der Brandenburger Klostersommer gastierte 2011 auch im Wiener Palais Auersperg.
Das künstlerische Spektrum des Festivals umfasst Werke wie Schneewittchen von Robert Walser (2002), Rock'n'Roll und Petticoat (2003), Der Barbier von Sevilla (2003), Jedermann (2004), Carmen (2005), Johann Wolfgang von Goethes Faust. Eine Tragödie. (2006), Aida (2006), Nathan der Weise (2007), Carmina Burana (2008), Undine -romantische Schau-Oper mit Musik von E. T. A. Hoffmann (2008), Der zerbrochne Krug (2009), Habakuk Schmauch und der Ritter Hans von Quitzow (2009), Im weißen Rößl, (2010), Der Vetter aus Dingsda  (2011), Die Magd als Herrin (2011), Friedrich Rex Superstar - Eine Konzertinszenierung (2012) und L’Amore e Puccini - Opernszenen und Geschichten (2012).

## Regisseure und Produzenten
Für das künstlerische Format zeichnen vor allem die Regisseurin Sylvia Kuckhoff, der Komponist Dmitri Pavlov und der Theaterproduzent, Schauspieler und Regisseur Hank Teufer verantwortlich.

## Schauspieler
Bekannte Künstler, die zum Brandenburger Klostersommer auftraten, waren unter anderem Joachim Paul Assböck, Eckhard Becker, Maggy Domschke, Birgit Fischer, Karin Oehme, Sven Riemann, Andreas Schulte, Claus Stahnke, Jürgen Zartmann.

## Auszeichnungen
Für sein Engagement im kultur- touristischen Bereich erhielt das event-theater für das Festival Brandenburger Klostersommer 2002 den Tourismuspreis des Landes Brandenburg, 2010 den Touristikerpreis der Stadt Brandenburg an der Havel sowie im Jahre 2003 und 2006 das Qualitätsgütesiegel für den Brandenburgischen Tourismus. Im Rahmen des Wettbewerbs "Tourismuspreis 2009 des Landes Brandenburg für innovative Dienstleistungen und Marketing" wurde das Projekt "Brandenburger Klostersommer" für den Tourismuspreis 2009 des Landes Brandenburg vom Ministerium für Wirtschaft des Landes Brandenburg nominiert. Im Mai 2011 erhielt das Theater das Zertifikat ServiceQualität Deutschland, Stufe 1".